# Operazione Paukenschlag
L'operazione Paukenschlag, "operazione Colpo di tamburo" o "Colpo di timpani", fu un raid avvenuto durante la battaglia dell'Atlantico, immediatamente dopo l'entrata in guerra degli Stati Uniti d'America. L'operazione venne svolta in due distinti settori, dal 13 gennaio al 28 febbraio 1942, da due squadre di U-Boot lungo le coste degli Stati Uniti e del Canada a nord e nel mare delle Antille a sud, durante la seconda guerra mondiale, allo scopo di cogliere indifesi e di distruggere il maggior numero di mercantili Alleati.

## L'entrata in guerra degli Stati Uniti
Nel dicembre del 1941, mentre la seconda guerra mondiale entrava nel suo terzo anno, le attività della Marina americana nell'Oceano Atlantico si limitavano, stante la non belligeranza con la Germania, esclusivamente ai compiti di scorta ai convogli di materiali che dagli Stati Uniti e dal Canada si dirigevano verso l'Inghilterra e l'Unione Sovietica secondo il piano previsto dal programma Lend-Lease, o legge affitti e prestiti, che il Presidente Franklin Delano Roosevelt aveva disposto con i paesi alleati nel marzo 1941.
Di conseguenza, in quel periodo si era creata una situazione di "guerra non dichiarata" e nel settembre del 1941 gli ammiragli Erich Raeder e Karl Dönitz, rispettivamente comandante in capo della Kriegsmarine e della flotta sottomarina tedesca, avevano proposto l'invio dei sommergibili nei pressi delle coste americane, al fine di attaccare più agevolmente i convogli alleati. Hitler si era opposto, data la sua intenzione di non aprire ostilità anche contro gli Stati Uniti, arrivando a proibire gli "attacchi intenzionali" contro le navi americane al fine di non offrire nessun casus belli, ma l'entrata in guerra degli Stati Uniti, avvenuta l'8 dicembre a seguito dell'attacco di Pearl Harbor portato dal Giappone il giorno precedente, e la successiva dichiarazione di guerra da parte della Germania, sbloccarono lo stato di impasse ed indussero il Führer ad inviare i sommergibili nei pressi delle coste americane e canadesi.

## I preparativi dell'operazione
Già prima dell'autorizzazione di Hitler, l'ammiraglio Dönitz aveva pianificato un'operazione, la cosiddetta operazione Paukenschlag, che prevedeva la traversata dell'Oceano Atlantico con una "muta" di U-Boot di tipo IX. Questi, grazie ad una maggiore capienza dei serbatoi rispetto ai sommergibili di tipo VII, avevano una autonomia che variava dalle 8 000 miglia per il tipo IX-B, alle 13 000 miglia per il tipo IX-C, ed erano quindi in grado di percorrere la distanza che separava le basi della costa francese dagli obiettivi lungo le coste del nord America, distanti dalle 2 200 alle 3 000 miglia.

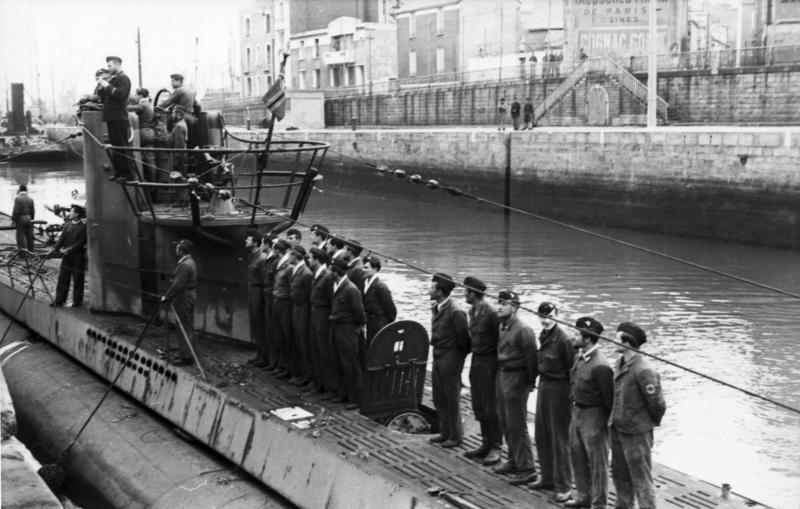
U-Boot tedesco di tipo VII
alla base francese di Saint-Nazaire, con l'equipaggio schierato prima della partenza per una missione

Nei piani del comandante della flotta sottomarina tedesca l'operazione avrebbe dovuto svolgersi con una muta di 12 U-Boot ma, a causa dell'invio di alcuni sottomarini nel Mar Mediterraneo, la sua richiesta fu ridotta a sole cinque unità che segretamente, tra il 18 ed il 28 dicembre 1941, presero il mare separatamente. La squadra era così composta: l'U-66, comandato dal capitano di corvetta Richard Zapp, l'U-109, comandato dal capitano di vascello Heinrich Bleichrodt, l'U-123, comandato dal capitano di vascello Reinhard Hardegen, l'U-125, comandato dal capitano di vascello Ulrich Folkers e l'U-130, comandato dal capitano di corvetta Ernst Kals.
Durante la traversata dell'Atlantico, la missione disponeva il divieto di attaccare navi al di sotto dell'incrociatore, per quanto riguardava il naviglio da guerra, e mercantili al di sotto delle 10 000 tonnellate di stazza, per il naviglio mercantile. Una volta giunti di fronte alla costa orientale del continente nordamericano, i sommergibili avrebbero dovuto pattugliare zone precise a loro assegnate: l'U-109 nelle vicinanze di Halifax, l'U-130 nelle acque che andavano dalla Nuova Scozia, alla foce del fiume San Lorenzo, l'U-123 e l'U-125 nei pressi del porto di New York e l'U-66 nella zona di Capo Hatteras, all'estremità est della Carolina del Nord, con l'ordine di attaccare qualunque nave si fossero trovati di fronte e sfruttando al massimo le condizioni dello scarso dispositivo difensivo che gli Stati Uniti in quel momento possedevano; tali operazioni, da compiere con la massima libertà di azione da parte dei comandanti, avevano come direttiva di riferimento quella di rimanere in immersione posati sul fondo durante il giorno ed attaccare in superficie durante la notte. L'U-66 e l'U-130 avevano licenza, ove le condizioni atmosferiche rendessero difficili le operazioni nelle zone loro assegnate, di dirigersi verso sud in appoggio alle altre unità..

## La missione

### Il Nord America

Animazione raffigurante la sagoma di un mercantile di fronte alle luci di New York

Il 9 gennaio 1942 i comandanti degli U-Boot ricevettero il messaggio "Paukenschlag 13", ossia l'ordine di attacco, che avrebbe dovuto avere inizio il giorno 13 alle ore 00.00. La notte del 13 gennaio i primi due sommergibili arrivarono di fronte alla costa orientale degli Stati Uniti e trovarono una situazione assolutamente anomala per un paese in stato di guerra: nessuna norma in materia di oscuramento era stata disposta e le luci dei palazzi e dei grattacieli rendevano facilmente riconoscibili le sagome delle imbarcazioni, non erano ancora stati imposti divieti o restrizioni per le comunicazioni via radio, tanto che gli ufficiali tedeschi potevano ascoltare le conversazioni dei loro colleghi alleati sui nomi dei mercantili, sulla loro stazza, sulla loro rotta e sul loro carico ed infine, fatto ancora più insolito, le navi si muovevano tenendo accese le luci e gli indicatori di navigazione.

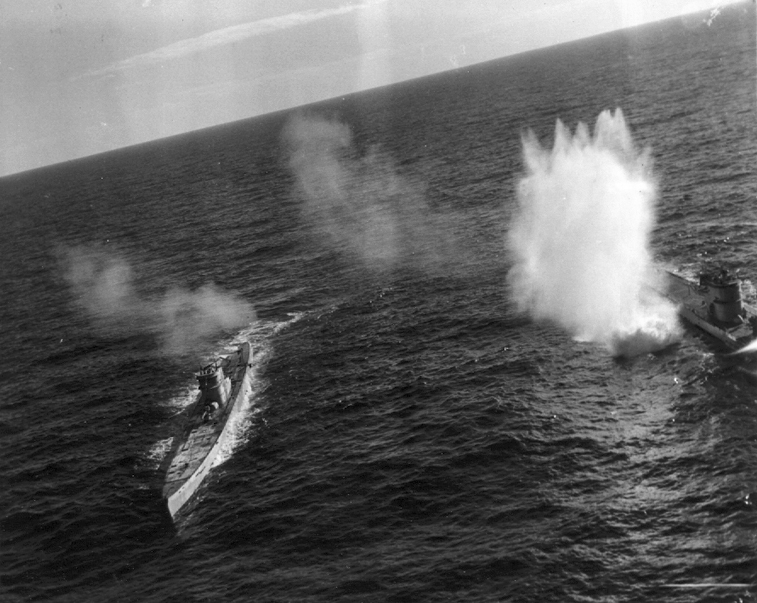
L'U-66 e l'177 sotto attacco aereo

Il primo attacco avvenne l'11 gennaio, in anticipo sulle disposizioni stabilite dal Befehlshaber der U-Boote (B.d.U.), quando il capitano Hardegen, al comando dell'U-123, silurò ed affondò il mercantile inglese di 9 000 tonnellate Cyclops. Nel momento in cui l'ufficiale arrivò nelle vicinanze della baia di Chesapeake, notò che il traffico delle navi alleate si concentrava su rotte che non superavano i 20 metri di profondità, ritenendo erroneamente che nessun sommergibile si sarebbe mai spinto in fondali così bassi ma i comandanti tedeschi aggirarono il problema obbedendo alle disposizioni ricevute, ossia posandosi sul fondo durante il giorno ed emergendo per attaccare le prede durante la notte. Il secondo attacco fu portato sempre dall'U-123 che, alle 01.30 del 14 gennaio, affondò la petroliera panamense di 9 000 tonnellate Norness. Questi due riusciti attacchi furono i primi di una serie di 10 affondamenti che il sommergibile realizzò fino al 27 gennaio. Gli ultimi due, il mercantile inglese Culebra e la petroliera norvegese Pam Norway, furono affondati con i pezzi da 105 e da 37 dopo l'esaurimento dei siluri, per un bottino complessivo di oltre 60 000 tonnellate.

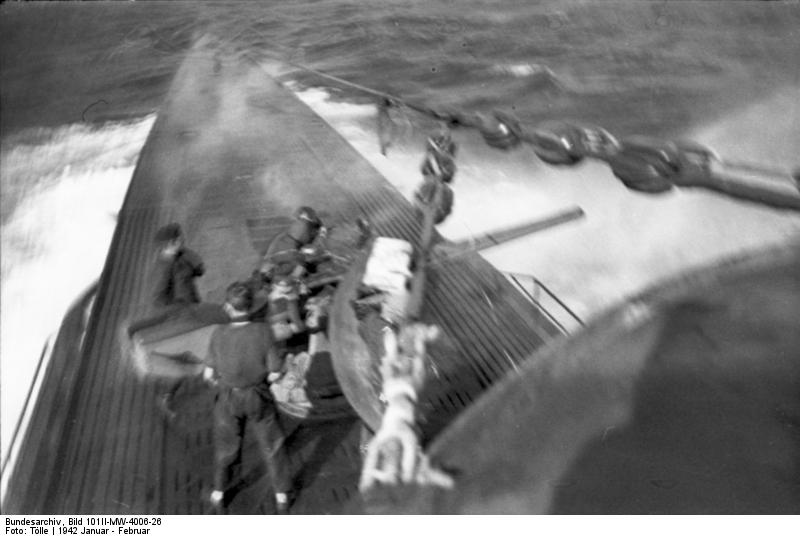
I serventi del pezzo da 105 dell'U-123 sparano contro un bersaglio nemico

La caccia proseguì fino alla fine del mese ed in totale furono affondate 26 navi; oltre alle 10 mandate a picco dall'U-123 se ne aggiunsero altre 16 così ripartite: 5 da parte dell'U-66 per oltre 33 000 tonnellate, 6 dall'U-130 per circa 37 000 tonnellate, 4 dall'U-109 per circa 25 000 tonnellate ed 1 dall'U-125 per oltre 5 000 tonnellate. Il bottino di tonnellaggio affondato dai cinque sommergibili tedeschi raggiunse quindi la cifra molto elevata di circa 160 000.
La marina da guerra americana era stata colta completamente impreparata, nonostante gli avvertimenti degli inglesi che avevano già riscontrato come gli U-Boot fossero in grado di avvicinarsi e di attaccare in prossimità delle coste. Ugualmente erano state ignorate le raccomandazioni, sempre da parte inglese, sulla capacità dei tedeschi di intercettare le trasmissioni radio ed a questo si aggiungeva che i circa 2 400 chilometri della costa orientale degli Stati Uniti e del Canada erano presidiati solo da 20 imbarcazioni della Guardia costiera e da 103 aerei.
Altrettanta miopia fu dimostrata dal mondo civile, sia da parte della marina mercantile, che si rifiutò di navigare a luci spente in quanto "scomodo", sia da parte della popolazione, che disobbedì all'ordine delle autorità di spegnere le luci durante la notte in quanto questo avrebbe potuto danneggiare il turismo, ponendo di fatto le basi per la prosecuzione delle attività dei sommergibili tedeschi nell'operazione Paukenschlag.

### Il Mare delle Antille
Contemporaneamente alla partenza dei cinque U-Boot verso la costa orientale del Nord America, l'ammiraglio Dönitz ottenne il 24 dicembre 1941 dal Großadmiral Erich Raeder l'autorizzazione a trasferire nella zona delle Azzorre i sommergibili di tipo IX che in quel periodo stavano operando in prossimità di Gibilterra, ed il 2 gennaio 1942 fu emanata la direttiva 2 200 che, ad esclusione dell'invio di soli 3 sommergibili nel Mediterraneo, poneva sotto suo controllo le restanti unità. Dönitz pertanto disponeva di ulteriori unità per un'ulteriore ondata da inviare nel Mare Caraibico, a sud del teatro di operazioni che stavano per svolgersi di fronte alle coste degli Stati Uniti e del Canada; questo avrebbe consentito l'attacco nelle zone prospicienti Trinidad, Curaçao ed Aruba, queste ultime punto di partenza delle petroliere provenienti dal Venezuela.

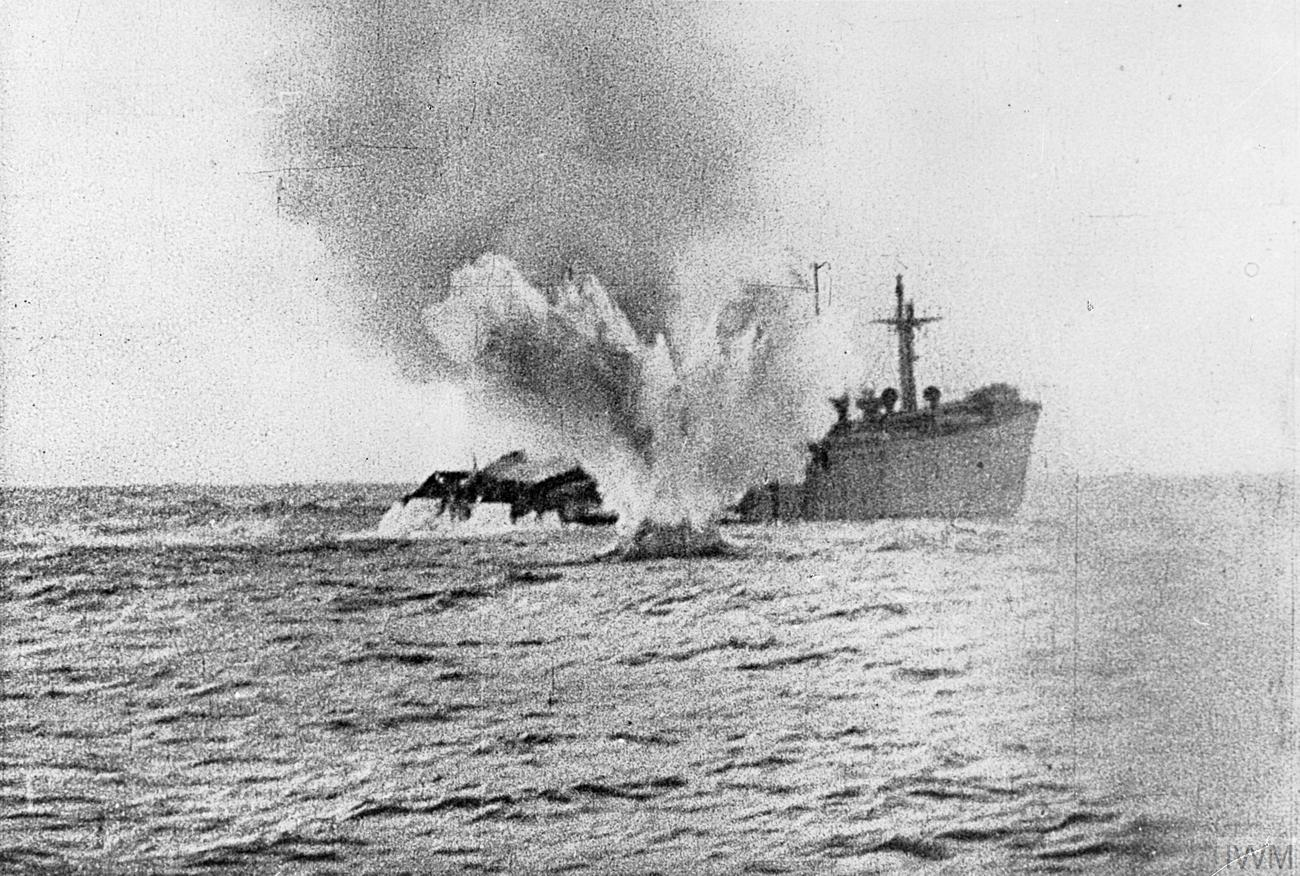
Mercantile alleato silurato da un U-Boot

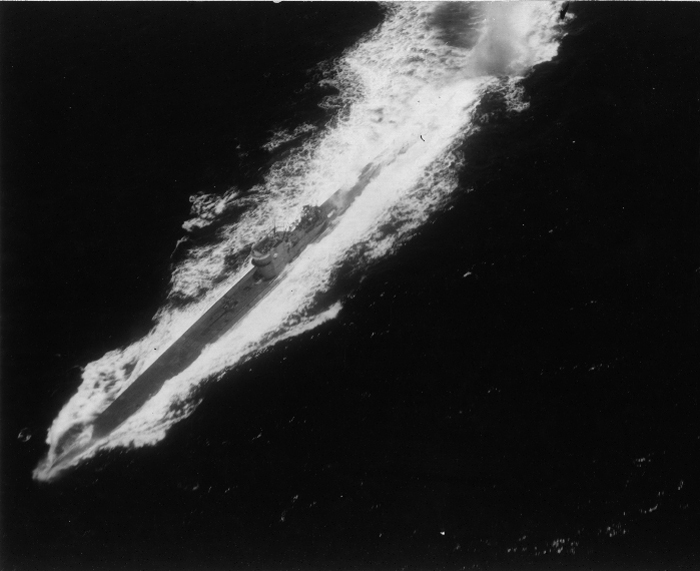
L'U-161 in navigazione

Nel settore sud vennero inviate cinque unità: l'U-67, comandato dal capitano di corvetta Günther Müller-Stöckheim, l'U-156, comandato dal capitano di vascello Werner Hartenstein, l'U-502, comandato dal capitano di corvetta Jürgen von Rosenstiel, l'U-129, comandato dal tenente di vascello Asmus-Nicolai Clausen e l'U-161, comandato dal capitano di vascello Albrecht Achilles; i primi tre avrebbero operato nella zona di fronte a Curaçao, Aruba ed alla penisola di Paraguaná allo scopo di affondare le petroliere e, se fosse stato possibile, colpire a cannonate i grandi serbatoi di carburante che si trovavano sulla costa, mentre gli ultimi due avrebbero incrociato nelle acque intorno a Trinidad ed all'isola di Saint Lucia.
Alle unità operanti nel mare delle Antille fu accordata la medesima libertà di azione di cui disponevano i sommergibili che operavano a nord. Analogamente a quanto era avvenuto in quel settore, le coste erano illuminate e senza disposizioni di sicurezza per quanto riguarda le comunicazioni. Il primo attacco fu portato dall'U-502 alle 11.50 del 14 febbraio con l'affondamento della prima di tre petroliere in aggiunta ad un bastimento norvegese di 9 000 tonnellate che costituirono il suo bottino di missione; l'U-67 affondò una petroliera americana di 9 000 tonnellate, l'U-156 affondò 7 petroliere e riuscì a cannoneggiare i depositi di combustibili di Aruba, mentre l'U-161 e l'U-129 affondarono rispettivamente un bastimento da 7 000 tonnellate ed una petroliera da 9 000 tonnellate il primo, tre navi per un tonnellaggio complessivo di 10 000 tonnellate il secondo. Il totale di navi affondate nel mare delle Antille ammontava a 17, un numero decisamente inferiore a quanto realizzato nel settore nord, ma si era contemporaneamente realizzato l'obiettivo di creare una situazione di grave pericolo in una zona di mare fino a quel momento non investita dalla guerra.

## Epilogo

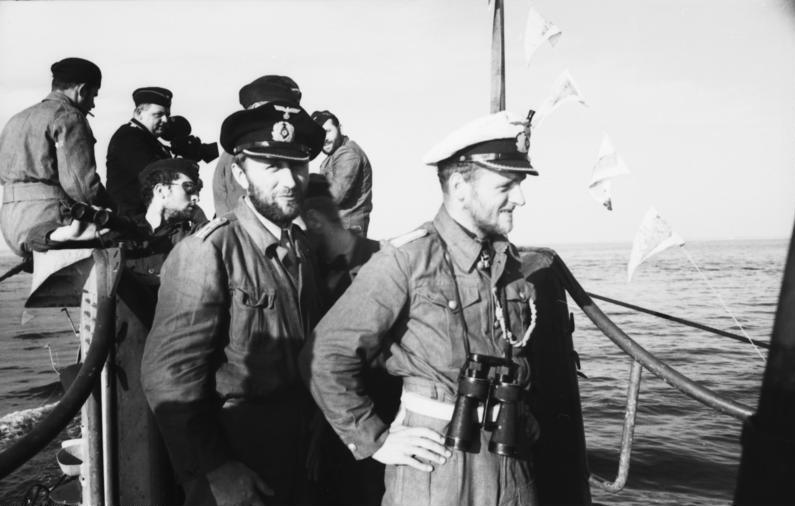
Il capitano di vascello Erich Topp (con il berretto bianco, simbolo dei comandanti di U-Boot), sulla torretta dell'U-552

L'operazione Paukenschlag non fu il primo esempio di attacco nei pressi delle coste americane; in precedenza altri U-Boot si erano spinti oltre i limiti dell'Atlantico centrale alla ricerca di convogli alleati, in particolare altri tre sommergibili di tipo IX erano giunti nelle vicinanze di New York: l'U-103, comandato dal capitano di corvetta Werner Winter, l'U-106, comandato dal tenente di vascello Hermann Rasch e l'U-107, comandato dal capitano di vascello Harald Gelhaus che avevano affondato 15 mercantili per un totale di oltre 77 000 tonnellate; mentre altri battelli di tipo VII, l'U-86, comandato dal capitano di corvetta Walter Schug, l'U-203, comandato dal capitano di corvetta Rolf Mützelburg e l'U-552, comandato dal capitano di vascello Erich Topp, avevano raggiunto la Nuova Scozia ma, a causa di cattive condizioni ambientali, erano riusciti ad affondare solo 6 navi per circa 13 000 di tonnellaggio e furono dirottati verso sud.
L'arrivo degli U-Boot sulle coste nord e sud americane, unita all'efficacia delle loro azioni, tanto da essere qualificata come "il secondo periodo felice", costituì un grave colpo alla sicurezza della navigazione ed obbligò gli Stati Uniti ad accelerare il programma di costruzione di nuove unità anti sommergibile poiché, a causa della scarsità di mezzi a disposizione, la Marina non era in grado di pattugliare un così lungo tratto di mare e, nonostante la censura militare tendesse a minimizzare gli effetti dell'incursione tedesca, la notizia si era sparsa e gli effetti non tardarono a manifestarsi. Durante il mese di febbraio gli equipaggi di 6 mercantili si rifiutarono di prendere il mare senza che gli fosse garantita la protezione dai sommergibili e la Marina destinò 7 cacciatorpediniere alla protezione del traffico navale nella zona di New York ma la difesa costiera risultava comunque inadeguata e la minaccia sottomarina avrebbe costituito per il periodo immediatamente successivo un problema di notevoli dimensioni per il trasporto di materiali verso l'Inghilterra e l'Unione Sovietica.